# Kenneth Godfredsson
Kenneth Godfredsson (o Godredson, m. 1014), también Kenneth mac Gofraid fue un caudillo hiberno-nórdico, rey vikingo de Mann.
El historiador Mike Ashley considera que fue uno de los hijos de Gofraid mac Arailt y por lo tanto hermano de Ragnald Godfredsson. De hecho se desconoce si llegó a ser soberano absoluto de Mann o si fue sometido a Sigurd el Fuerte, jarl de las Orcadas que también gobernó Mann en aquel periodo.
En este contexto, Kenneth sería el padre de Sven Kennethson según los Anales de Tigernach.